# Panne d'électricité de février 2025 au Chili
La panne d'électricité de février 2025 au Chili fait référence à une panne de courant généralisée qui a commencé le mardi 25 février 2025 à 15h16 heure locale (UTC-3).
Le gouvernement chilien a signalé que la panne a touché 8 million de foyers dans 14 des 16 régions du pays. Selon des estimations, 98,5% de la population a été touchée, qui correspond à plus de 19 million d'habitants, ce qui en fait l'une des plus grandes pannes d'électricité de l'histoire du Chili,,.
L’état d'exception et le couvre-feu ont également été décrétés.

## Antécédents
Le Service National de Prévention et de Réponse aux Catastrophes (Senapred) a émis un rapport préliminaire à 15h38 annonçant une panne de courant généralisée entre les régions d'Arica et Parinacota et Les Lacs.

## Cause
Selon le Coordinateur Électrique National, la panne a été produite par une déconnexion de la ligne de transmission « Nueva Maitencillo-Nueva Pan de Azúcar », localisée entre Vallenar et Coquimbo. Ceci a provoqué la déconnexion de la ligne de transmission «Cardones-Polpaico», générant par la suite une panne massive du Système Électrique National (SEN).
Lors d'un rapport de la situation, le président du conseil d'administration du Coordinateur Électrique National, Juan Carlos Olmedo, a expliqué que «la déconnexion s'est produit par un fonctionnement non désirable des systèmes de protection et de contrôle de la ligne», gérée par l'entreprise ISA Interchile, où « les systèmes électroniques n'ont pas fonctionné comme ils auraient dû ».

## Effets

### Décédés électro-dépendants
Le sous-sécretaire de l'Interior, Luis Cordero, a signalé trois personnes dépendantes de l'électricité sont mortes pendant la panne d'électricité, bien qu'il a été declaré plus tard que ces décès n'étaient pas nécessairement directement liés au manque d'électricité.

### Transports en commun et voirie
Comme effet immédiat de la panne, le réseau du Métro de Santiago a été complètement suspendu, affectant les usagers avant le début de l'heure de pointe, commençant l'évacuation de tous les passagers qui se trouvaient dans les trains et déployant un système de remplacement d'urgence avec les bus de la Red Metropolitana de Movilidad,. L'Empresa de Ferrocarriles del Estado (EFE) a annoncé l'annulation de plusieurs de ses services et la détention prolongée dans certaines gares. De même, l'Unité des Opérations de Contrôle du Trafic (UOCT) a également signalé que le réseau de feux de circulation de plusieurs villes du Chili n'etait pas en fonctionnement.
Par rapport au transport aérien de passagers, les compagnies aériennes opérant sur le territoire national ont annoncé des possibles retards et l'annulation de vols en raison de la panne d'électricité.

### Télécommunications
Les services de téléphonie et de télécommunications ont également subi des pannes et des interruptions dans plusieurs régions du pays. Les entreprises fournisseuses d'Internet au Chili, tant de téléphonie mobile que d'Internet fixe ont alerté leurs clients d'éventuels problèmes de vitese et d'interruptions dans leur connexion, en raison de la panne, appelant à préférer la communication à travers de SMS, en cas de difficultés lors de l'urgence.

### Industrie
La panne d'électricité a également affecté le secteur minier. Dans le cas de Codelco, l'entreprise publique du cuivre, uniquement certaines opérations ont pu être réalisées. Cependant, ils ont signalé que la panne a affecté à toutes leurs divisions minières.

### Spectacles de masse
La panne a obligé l'annulation de la troisième soirée du Festival International de la Chanson de Viña del Mar, qui devait se tenir ce jour-là, et a dû être réprogamée au samedi 1er mars. La deuxième journée du Tournoi de tennis du Chili (ATP 2025) a continué à se jouer malgré des interruptions dans sa transmission, cependant, les matchs de nuit ont dû être reprogrammés,.

## Réponse des autorités
Immédiatement après la panne de courant, les fournisseurs de services électriques ont commencé leurs opérations pour identifier la source de la panne et entamer les procédures de rétablissement.

### Gouvernement chilien
En réponse à la crise, la ministre de l'Intérieur, Carolina Tohá, a annoncé une réunion d'urgence du COGRID National, le comité gouvernemental chargé de faire face aux catastrophes nationales. Le comité a été chargé de mettre en œuvre des mesures pour gérer la situation d’urgence et de coordonner les efforts pour rétablir le courant,. Pendant ce temps, les sociétés de transport d’électricité ont commencé à enquêter sur la cause de la panne et à travailler pour rétablir le courant.

## Régions touchées
| Zone   | Région                     |
| ------ | -------------------------- |
| Nord   | Arica et Parinacota        |
| Nord   | Tarapacá                   |
| Nord   | Antofagasta                |
| Nord   | Atacama                    |
| Nord   | Coquimbo                   |
| Centre | Valparaíso                 |
| Centre | Métropolitaine de Santiago |
| Centre | O'Higgins                  |
| Centre | Maule                      |
| Centre | Ñuble                      |
| Centre | Biobío                     |
| Sud    | L'Araucanie                |
| Sud    | Les Fleuves                |
| Sud    | Les Lacs                   |